# Amedeo Modigliani
Amedeo Clemente Modigliani (født 12. juli 1884 i Livorno, død 24. januar 1920 i Paris) var en italiensk billedhugger og maler.

## Billedgalleri
- Alice, ca. 1918, Statens Museum for Kunst
- Nu couché; Tilbagelænet og nøgen, 1917-1918, privat samling pr. 2015